# Aglais nigrimarginata
Aglais nigrimarginata är en fjärilsart som beskrevs av Barend J. Lempke 1956. Aglais nigrimarginata ingår i släktet Aglais och familjen praktfjärilar. Inga underarter finns listade i Catalogue of Life.